# 拉夫諾戈爾峰
拉夫諾戈爾峰（英語：Ravnogor Peak）是南極洲的山峰，位於葛拉漢地，處於懷特塞德山以西11.3公里、佛恩角西北面15.15公里、庫尼諾角西北面10.3公里、迪拉洛角東北面7.8公里和聖薩瓦峰東南面4.9公里。

## 外部連結

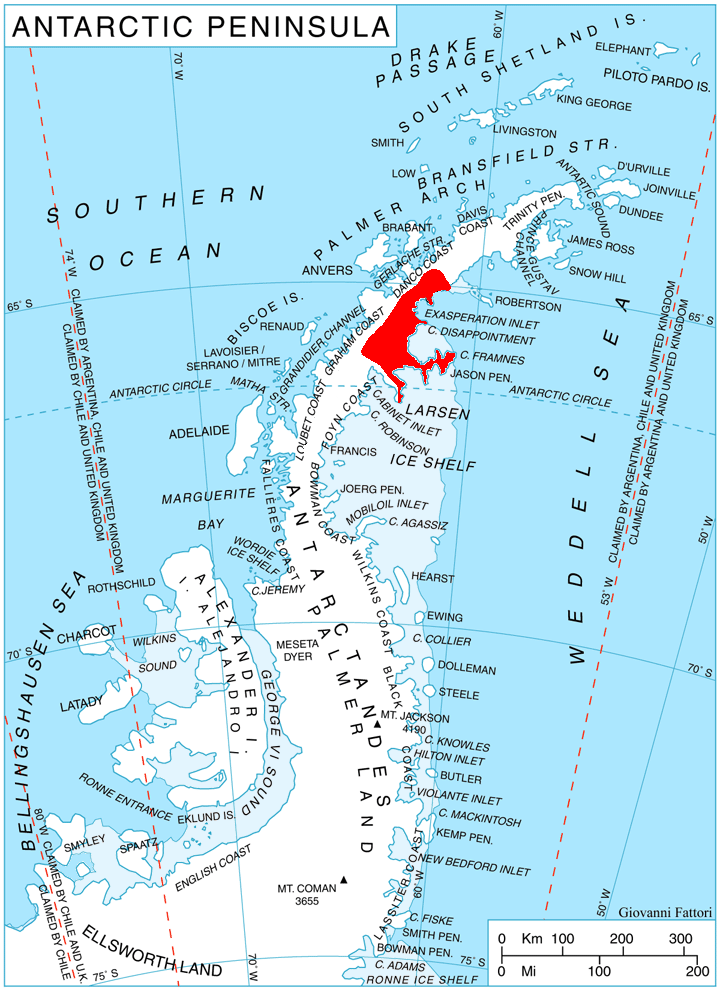

- Ravnogor Peak. （页面存档备份，存于） SCAR Composite Antarctic Gazetteer.

65°09′22″S 61°51′23″W / 65.15611°S 61.85639°W